# Maasser sheni (traité)
Cet article a pour sujet le traité Maasser sheni. Pour l'offrande dont il traite, voir Maasser sheni.

Le traité Maasser sheni (hébreu : מעשר שני « seconde dîme ») est le huitième de l'ordre Zeraim dans la Mishna et le Talmud de Jérusalem. Il traite des lois de la seconde dîme, de son rachat, du statut des fruits (en particulier de la vigne) récoltés immédiatement après les trois premières années de leur plantation et de la manière de se débarrasser des dîmes restées en surplus.